# ALCO T-6
A ALCO T-6 (DL 440) foi uma locomotiva diesel-elétrica manobreira ou "switcher" construída pela American Locomotive Company (ALCO), tinha 1,000 hp (750 kW) e arranjo de rodeiros B-B de acordo com a Classificação AAR.

## Compradores Originais[1]
| Ferrovia                                                               | Quantidade | Nº de série | Notas                                     |
| ---------------------------------------------------------------------- | ---------- | ----------- | ----------------------------------------- |
| Altos Hornos de Mexico, S.A.                                           | 2          | 126–127     |                                           |
| Brewster Phospahtes                                                    | 2          | 16–17       |                                           |
| Kaiser Steel                                                           | 2          | 1022–1023   |                                           |
| Monongahela Connecting Railroad                                        | 1          | 400         |                                           |
| Newburgh and South Shore Railroad                                      | 2          | 1016–1017   | Últimas locomotivas construídas pela Alco |
| Norfolk and Western Railroad                                           | 40         | 10–49       | 10–11 para Chesapeake Western Railway     |
| Pennsylvania Railroad                                                  | 6          | 8424–8429   |                                           |
| Portland Terminal Railroad (antiga Northern Pacific Terminal) (Oregon) | 2          | 46–47       |                                           |